# Sigbin
Quái vật Sigbin hay Sigben là một sinh vật thần thoại ở Philippines được mộ tả là thường xuất hiện vào ban đêm để hút máu người từ trong bóng của họ. Dựa vào những câu chuyện kể thì quái vật sigbin vừa giống con dê không sừng, vừa giống một con quạ. Theo truyền thuyết, chúng lang thang vào buổi tối để ăn sống nuốt tươi những đứa trẻ con nhưng vẫn giữ lại quả tim để làm bùa hộ mệnh.

## Mô tả
Người ta nói rằng con quái vật này đi lùi với cái đầu hạ thấp giữa hai chân sau, và đấy chính là cách để không bị những sinh vật khác, đặc biệt là con người phát hiện ra. Nó giống một con dê không có sừng nhưng lại có tai to, có thể vẫy như hai tay và một cái đuôi dài, mềm và dẻo có chức năng như một cái roi. Con quái vật này thải ra một mùi kinh tởm. Những thông tin chung nhất về loài quái vật này là đâu của chúng lủng lẳng giữa hai chi trước, hai chi trước ngắn hơn hai chi sau. Người ta cho rằng nó bò ngang giống như cua. Con quái vật sigbin có đuôi dài giống cái roi da, thải ra mùi hôi thối rất khó chịu và hai chân giống châu chấu lủng lẳng trên cổ nó giúp nó có thể nhảy xa hơn.
Chúng có những hình dáng khác nhau, có thể giống một con dê, hoặc một loài bò sát và đôi khi chúng giống loài Chupacabra (một loài động vật chuyên hút máu dê). Nhưng dù ở đâu đi nữa, thì đặc điểm để nhận dạng Sigbin chính là khuôn mặt dữ tợn, chiếc đuôi dài giống như một cái roi, chân sau dài hơn chân trước và luôn bốc mùi hôi thối. Chúng thường đi lang thang xung quanh vào ban đêm để tìm kiếm và ăn thịt những đứa trẻ. Chúng dùng trái tim của các đứa trẻ đó để làm bùa hộ mệnh cho mình.